# Parc national de Dadiá-Lefkími-Souflí
Le parc national forestier de Dadiá-Lefkími-Souflí (en grec moderne : Εθνικό Πάρκο Δάσους Δαδιάς-Λευκίμης-Σουφλίου) est un parc national de Grèce situé à l’extrémité sud-est des Rhodopes, dans la région de Macédoine-Orientale-et-Thrace. Créé en 2006, il constitue l’un des principaux espaces naturels pour les rapaces en Europe.

## Géographie

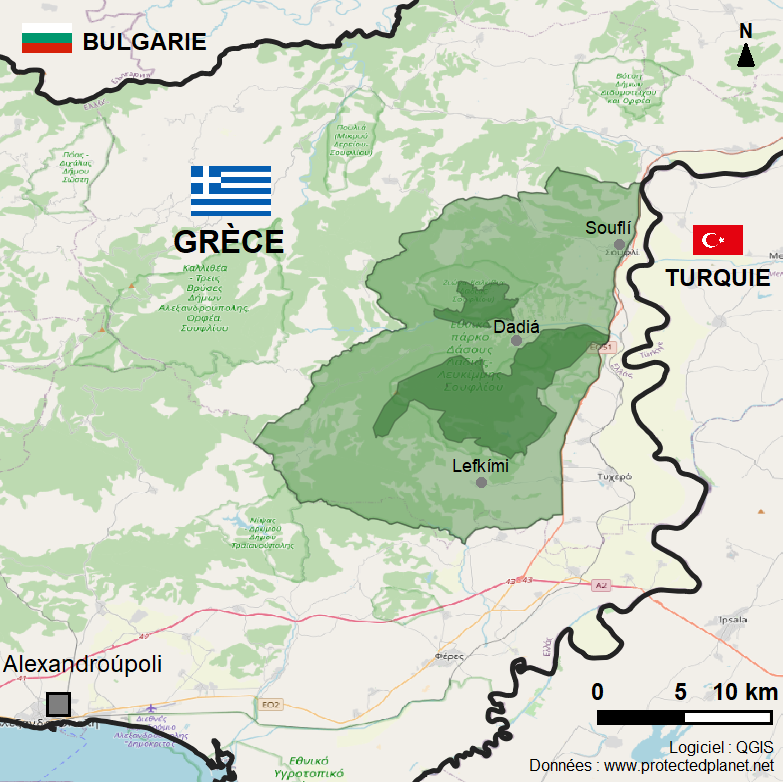
Emprise du parc national forestier de Dadiá-Lefkími-Souflí avec la zone cœur en vert foncé et la zone périphérique en vert plus clair.

Le parc national de Dadiá-Lefkími-Souflí reprend les limites de la réserve naturelle de la forêt de Dadiá créée en 1980. L’espace cœur, à la réglementation stricte de protection de la nature, comprend deux zones de 72,9 km2 entourées par une aire d'adhésion de 355,1 km2 à la protection moindre.
Le paysage est composé de montagnes basses largement boisées, de petites vallées, de cours d'eau se jetant dans l'Évros et de formations rocheuses qui s'étendent entre les villages de Dadiá, Lefkímmi et Souflí. La forêt couvre plus de 70 % du parc en 2010 (jusqu'à 90 % dans l'espace cœur) alors qu'elle n'occupait que 46 % de la zone en 1945. A contrario, les paysages de clairières ont nettement diminué, passant de 35 % de la surface du parc en 1945 à 9 % en 2001.

## Protection
Le parc est inscrit sur la liste des zones de protection spéciale (ZPS) pour les oiseaux et des zones spéciales de conservation (ZSC) des habitats naturels du réseau Natura 2000. Il figure également à l'inventaire des zones importantes pour la conservation des oiseaux de l'ONG BirdLife International.
En 2014, le parc national de Dadiá-Lefkími-Souflí a été inscrit sur la liste indicative du patrimoine mondial de l'Unesco pour sa valeur écologique exceptionnelle au niveau européen.

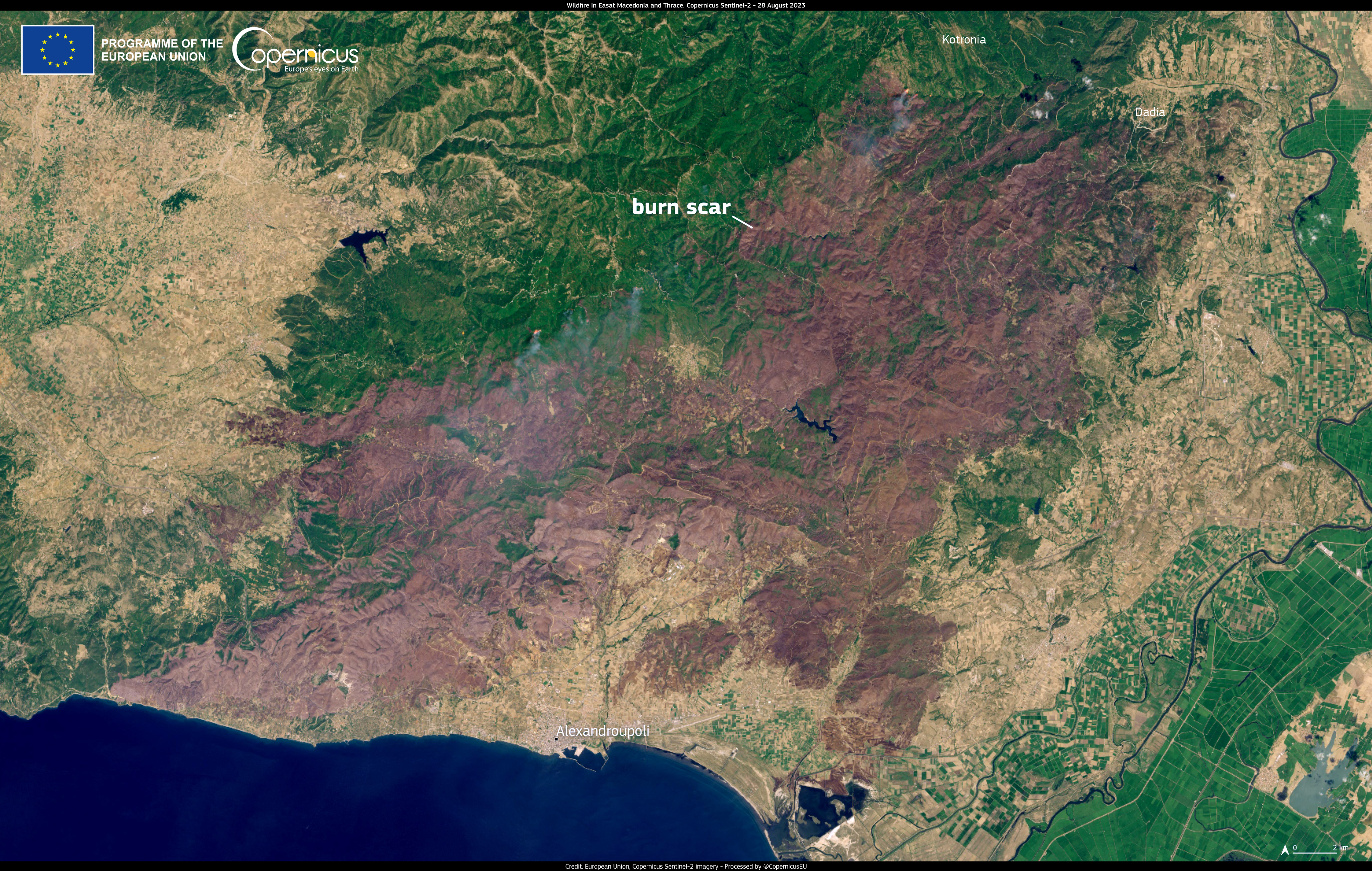
Vue satellite du mégafeu ayant ravagé la région de Dadiá en 2023.

Le 21 juillet 2022, un important feu de forêt éclate près du village de Dadiá, brûlant plus de 2 500 hectares de végétation dans l'aire d'adhésion du parc national,. L'année suivante, un mégafeu affecte plus de la moitié de la forêt de Dadiá.

## Faune

### Rapaces
Le parc constitue une zone d'hivernage, de nidification ou d'habitat permanent pour 36 des 38 espèces de rapaces diurnes présentes en Europe, formant ainsi l'une des plus grandes concentrations de rapaces diurnes du continent,. À ces espèces, dont beaucoup sont inscrites dans l’annexe I de la directive oiseaux de l'Union européenne et dans l’annexe II de la convention de Bonn, il convient d'ajouter six espèces d'oiseaux de proie nocturnes.
Parmi les espèces menacées à l'échelle mondiale telles que définies par la liste rouge de l'UICN et BirdLife International, on retrouve en particulier :
- l'Aigle criard (Clanga clanga)
- l’Aigle impérial (Aquila heliaca)
- le Faucon sacre (Falco cherrug)
- le Percnoptère d'Égypte (Neophron percnopterus), dont la population observée dans le parc est en déclin[1],[16],[17].

Parmi les espèces quasi menacées à l'échelle mondiale, on compte notamment : 
- le Busard pâle (Circus macrourus)
- le Faucon kobez (Falco vespertinus)
- le Gypaète barbu (Gypaetus barbatus)
- le Milan royal (Milvus milvus)
- le Vautour moine (Aegypius monachus), les Rhodopes orientales étant l'une des dernières zones de reproduction de cette espèce en Europe. Les effectifs de Vautours moines dans le parc sont néanmoins en augmentation depuis les années 1970[1],[16].

Parmi les espèces aux préoccupations de conservation mineures à l'échelle mondiale, on retrouve notamment :
- l’Aigle botté (Hieraaetus pennatus)
- l’Aigle pomarin (Clanga pomarina)
- l’Aigle royal (Aquila chrysaetos)
- l’Autour des palombes (Accipiter gentilis)
- la Bondrée apivore (Pernis apivorus)
- le Busard des roseaux (Circus aeruginosus)
- le Busard Saint-Martin (Circus cyaneus)
- la Buse féroce (Buteo rufinus)
- la Buse variable (Buteo buteo)
- le Circaète Jean-le-Blanc (Circaetus gallicus)
- l'Épervier à pieds courts (Accipiter brevipes)
- le Faucon hobereau (Falco subbuteo)
- le Faucon lanier (Falco biarmicus), de préoccupation mineure à l'échelle mondiale mais menacé en Europe
- le Faucon pèlerin (Falco peregrinus)
- le Hibou grand-duc (Bubo bubo), prédateur nocturne.
- le Milan noir (Milvus migrans)
- le Pygargue à queue blanche (Haliaeetus albicilla)
- le Vautour fauve (Gyps fulvus)

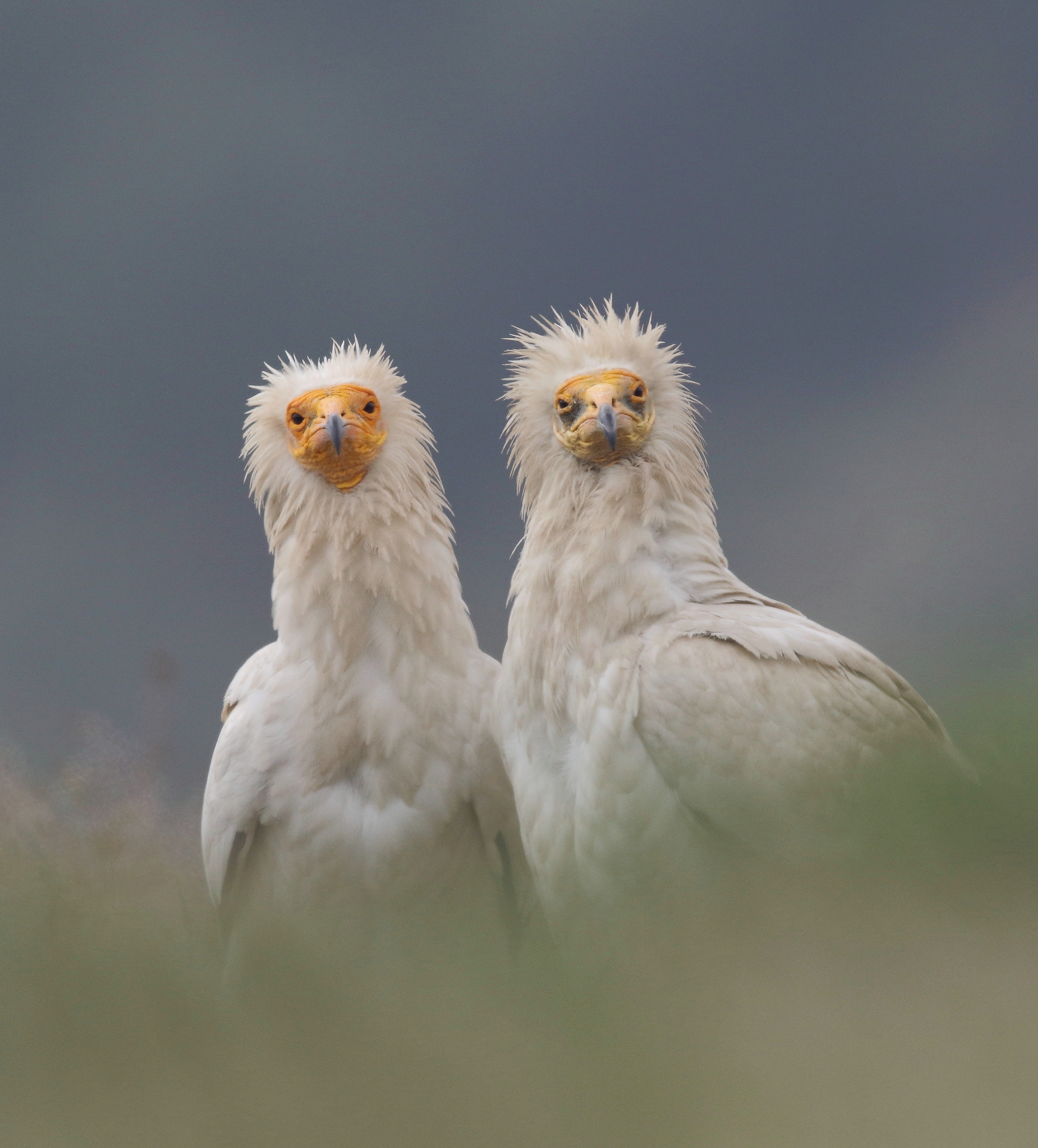
Couple de Percnoptères d'Égypte dans le parc
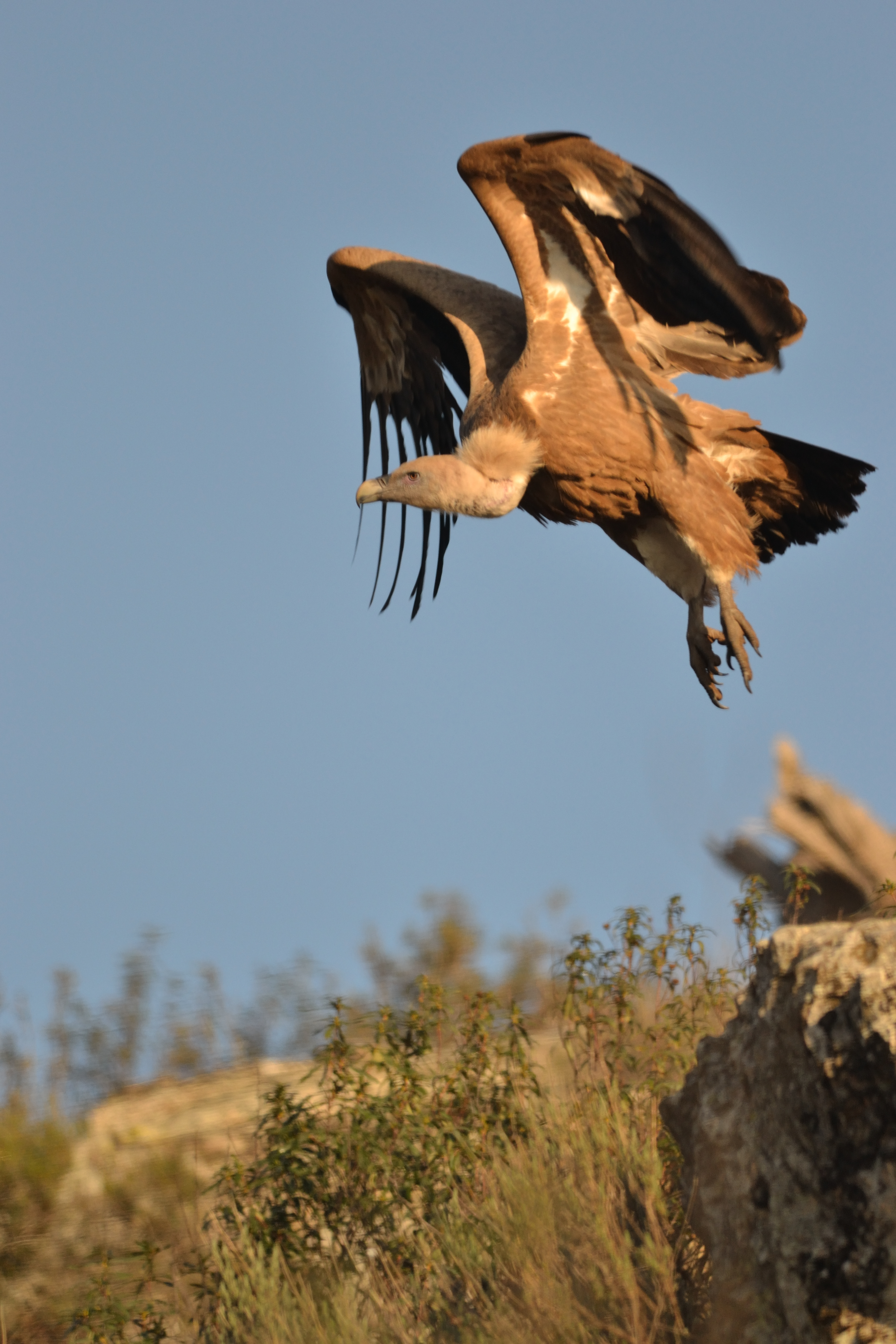
Vautour fauve prenant son envol au sein du parc
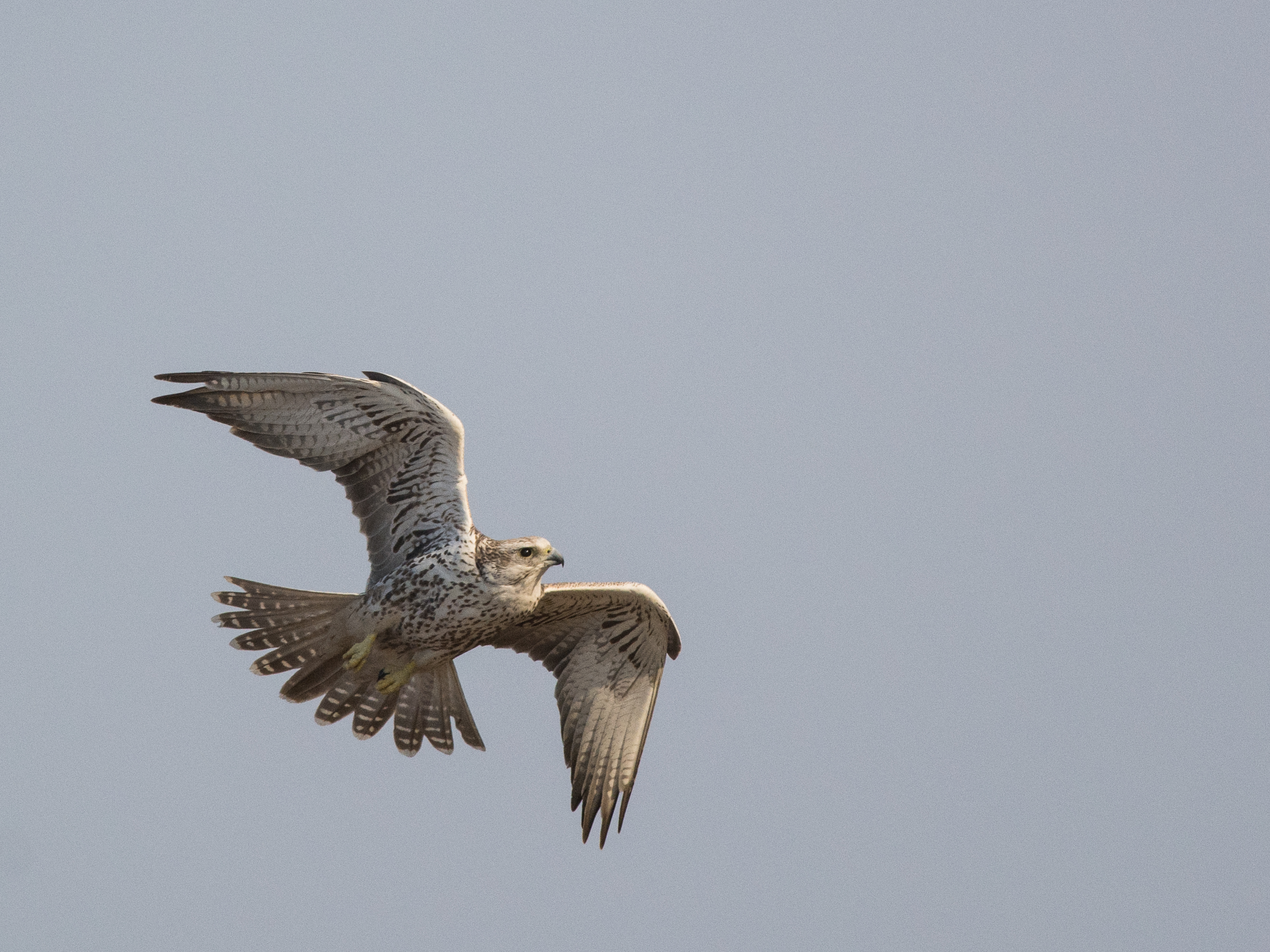
Faucon sacre en plein vol
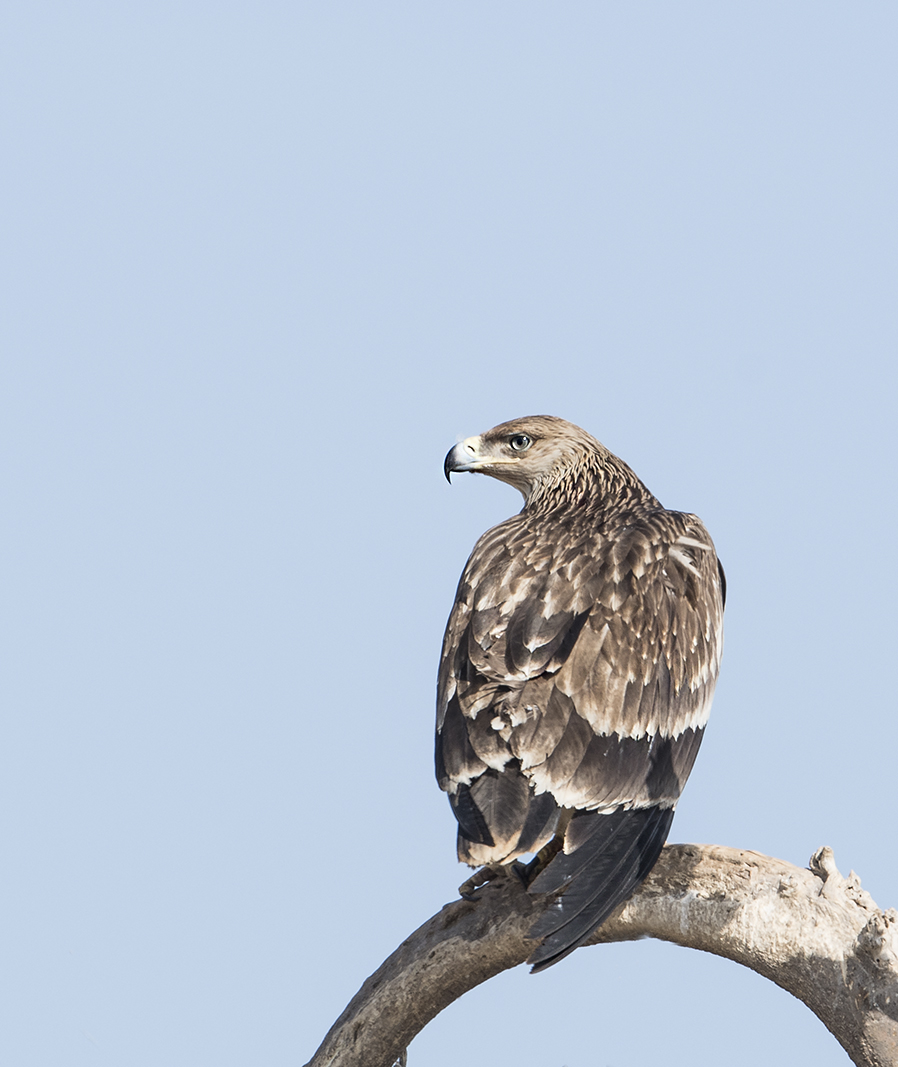
Aigle impérial juvénile
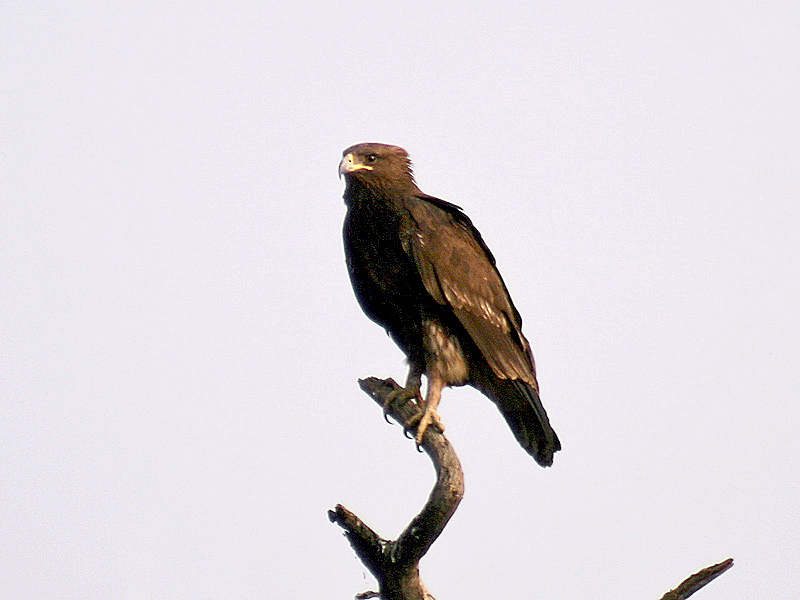
Aigle criard
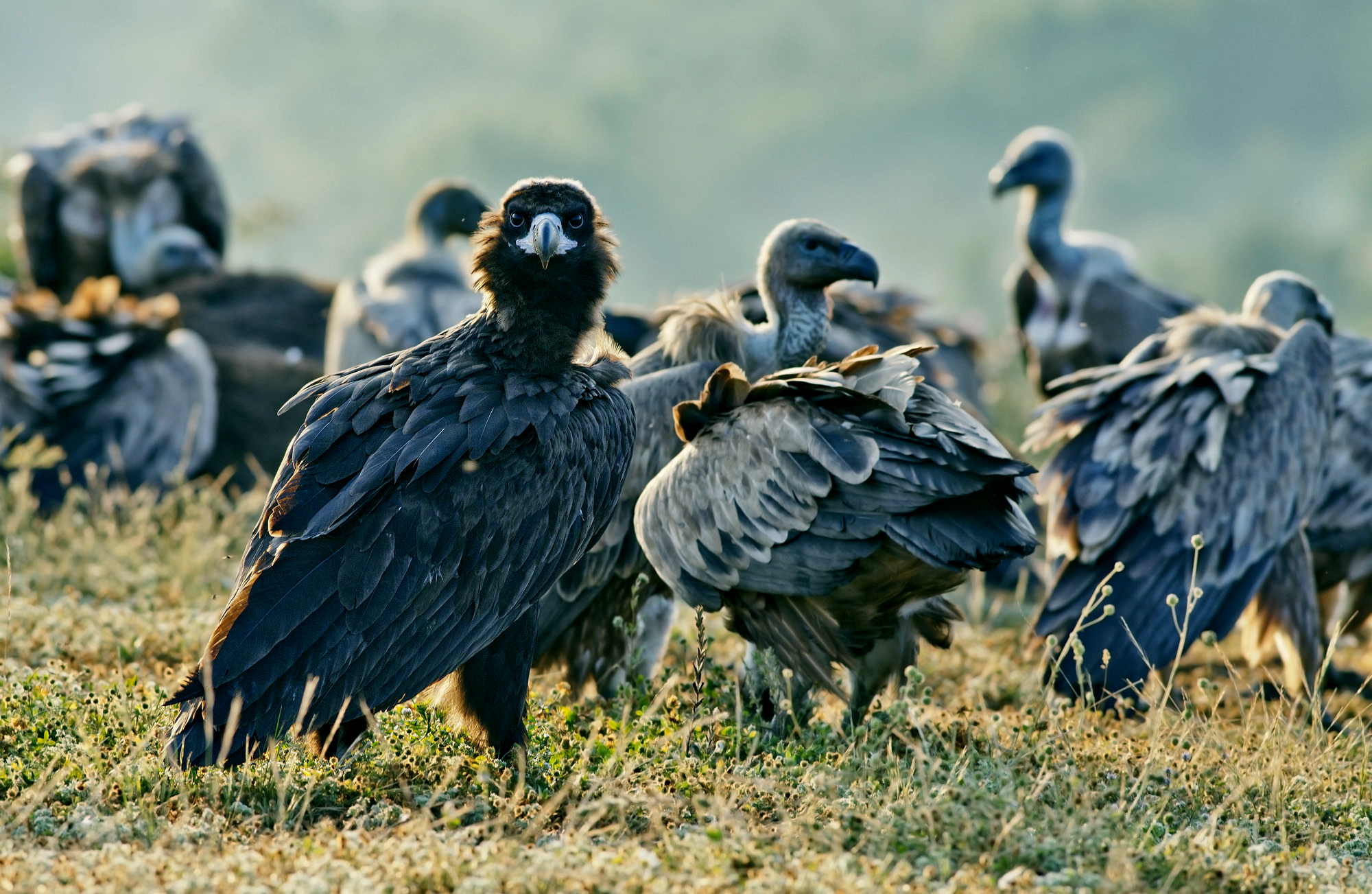
Vautour moine (de face au premier plan) et Vautours fauves dans les Rhodopes orientales

### Autres oiseaux
Outre les oiseaux de proie, 166 espèces d'oiseaux peuplent le parc, parmi lesquelles la Cigogne noire (Ciconia nigra) et la Perdrix grise (Perdix perdix). Le Vanneau huppé (Vanellus vanellus), la Grive mauvis (Turdus iliacus), le Pipit farlouse (Anthus pratensis) et la Perdrix bartavelle (Alectoris graeca) sont considérés comme des espèces quasi menacées par l'UICN, tandis que la Tourterelle des bois (Streptopelia turtur) est répertoriée comme vulnérable.

### Autres espèces
En 2009, 17 espèces de poissons ont été cataloguées, parmi lesquelles Barbus cyclolepis (en), Squalius orpheus (en) et Cobitis strumicae (en) sont endémiques du bassin inférieur de l’Évros. Cobitis puncticulata (en) est une espèce menacée présente uniquement en Turquie et en Grèce.
L'inventaire de la faune du parc national comprend également une soixantaine d’espèces de mammifères, dont 24 espèces de chauves-souris, 13 espèces d’amphibiens et 29 espèces de reptiles. La Vipère ottomane (Montivipera xanthina), présente dans le sud-est de la Thrace égéenne, constitue potentiellement dans la région l'unique population de l'espèce sur le sol continental européen. Enfin, plus de 283 espèces d’invertébrés dont 104 espèces de papillons et Phrurolithus thracia, une espèce d'araignées endémique de la Grèce et de la Turquie, complètent l'inventaire.

## Flore
Plus de 360 espèces de plantes ont été recensées à ce jour dans le parc, dont 25 espèces d’orchidées. Le catalogue floristique du parc comprend notamment une espèce endémique de la Grèce (Minuartia greuteriana), deux espèces endémiques des Rhodopes (Salix xanthicola et Onosma kittanae) et une espèce rare et menacée (Malus trilobata).

### Publications générales
- (en) Kostas Poirazidis, « Systematic Raptor Monitoring as conservation tool: 12 year results in the light of landscape changes in Dadia-Lefkimi-Soufli National Park », Nature Conservation, vol. 22,‎ 2017, p. 17-50 (ISSN 1314-6947, lire en ligne).
- (en) Kostas Poirazidis, Stefan Schindler, Eleftherios Kakalis, Carlos Ruiz, Dimitrios Evangelos Bakaloudis, Chiara Scandolara, Chris Eastham, Hristo Hristov et Giorgos Catsadorakis, « Population estimates for the diverse raptor assemblage of Dadia National Park, Greece », Ardeola, vol. 58, no 1,‎ 2011, p. 3-17 (ISSN 0570-7358, lire en ligne).
- (en) Garyfallos Arabatzis et Evangelos Grigoroudis, « Visitors' satisfaction, perceptions and gap analysis: The case of Dadia–Lefkimi–Souflion National Park », Forest Policy and Economics, vol. 12, no 3,‎ 2010, p. 163-172 (ISSN 1389-9341, lire en ligne).

### Publications consacrées à une espèce de rapaces dans le parc

#### L’Aigle impérial
- (en) Tassos Sakoulis, « The status of the Imperial Eagle Aquila heliaca in Greece », Acrocephalus, vol. 22, nos 106-107,‎ 2001, p. 105-108 (ISSN 0351-2851, lire en ligne).

#### L’Aigle pomarin
- (en) Kostas Poirazidis, Vasileios Bontzorlos, Stefan Schindler et Dimitris Vasilakis, « Lesser Spotted Eagle Clanga pomarina Brehm, 1831 (Aves: Accipitridae) in Dadia-Lefkimi-Soufli National Park, Greece: Population Trends and Spatial Use in Respect to Continuous Landscape Changes during the Last 35 Years », Acta Zoologica Bulgarica, vol. 14,‎ 2019, p. 7-14 (ISSN 0324-0770, lire en ligne).

#### La Buse féroce
- (en) Charalambos Alivizatos et Vassilis Goutner, « Feeding Habits of the Long-legged Buzzard (Buteo Rufinus) During Breeding in Northeastern Greece », Israel Journal of Ecology and Evolution, vol. 43, no 3,‎ 1997, p. 257-266 (ISSN 1565-9801).
- (en) Charalambos Alivizatos, Vassilis Goutner et Michael Karandinos, « Reproduction and behaviour of the Long-legged Buzzard (Buteo rufinus) in North-eastern Greece », Vogelwarte, vol. 39, no 3,‎ 1998, p. 176-182 (ISSN 2296-8466, lire en ligne).

#### Le Circaète Jean-le-Blanc
- (en) Dimitrios Bakaloudis, « Implications for conservation of foraging sites selected by Short-toed Eagles (Circaetus gallicus) in Greece », Ornis Fennica, vol. 86,‎ 2009, p. 89-96 (ISSN 0030-5685, lire en ligne).
- (en) Dimitrios Bakaloudis, Christos Vlachos et Graham Holloway, « Nest features and nest-tree characteristics of Short-toed Eagles (Circaetus gallicus) in the Dadia-Lefkimi-Soufli Forest, northeastern Greece », Journal of Raptor Research, vol. 34, no 4,‎ 2000, p. 293-298 (ISSN 0892-1016, lire en ligne).
- (en) Dimitrios Bakaloudis, Christos Vlachos et Graham Holloway, « Habitat use by short-toed eagles Circaetus gallicus and their reptilian prey during the breeding season in Dadia Forest (north-eastern Greece) », Journal of Applied Ecology, vol. 35, no 6,‎ 1998, p. 821-828 (ISSN 0021-8901, lire en ligne).

#### Le Hibou grand-duc
- (en) Nikolaos Papageorgiou, Christos Vlachos et Dimitrios Bakaloudis, « Diet and nest site characteristics of Eagle Owl (Bubo bubo) breeding in two different habitats in north-eastern Greece », Avocetta, vol. 17,‎ 1993, p. 49-54 (ISSN 0404-4266, lire en ligne).

#### Le Percnoptère d'Égypte
- (en) Christos Vlachos, Nikolaos Papageorgiou et Dimitrios Bakaloudis, « Effects of the feeding station establishment on the Egyptian Vulture », dans R.D Chancellor, Bernd-Ulrich Meyburg et J.J Ferrero (eds), Holarctic Birds of Prey. Proceedings of an International Conference., Merida & Berlin, ADENEX & WWGBP, 1998 (lire en ligne), p. 197-207.

#### Le Vautour moine
- (en) Dimitris Vasilakis, Kostas Poirazidis et Javier Elorriaga, « Range use of a Eurasian black vulture (Aegypius monachus) population in the Dadia‐Lefkimi‐Soufli National Park and the adjacent areas, Thrace, NE Greece », Journal of Natural History, vol. 42, nos 5-8: Papers presented at the 10th International Congress on the Zoogeography and Ecology of Greece and Adjacent Regions (Patra, Greece, 26‐30 June 2006),‎ 2008, p. 355-373 (ISSN 0022-2933, lire en ligne).
- (en) Kostas Poirazidis, Vassilis Goutner, Theodora Skartsi et George Stamou, « Modelling nesting habitat as a conservation tool for the Eurasian black vulture (Aegypius monachus) in Dadia Nature Reserve, northeastern Greece », Biological Conservation, vol. 118, no 2,‎ 2004, p. 235-248 (ISSN 0006-3207, lire en ligne).

### Autres publications sur la faune du parc

#### Invertébrés
- (en) Marjan Komnenov, Eva Pitta, Konstantina Zografou et Maria Chatzaki, « Discovering the still unexplored arachnofauna of the National Park of Dadia-Lefkimi-Soufli, NE Greece: a taxonomic review with description of new species », Zootaxa, vol. 4096, no 1,‎ 2016, p. 1-66 (ISSN 1175-5326).
- (en) Andrea Grill, Vassiliki Kati, Georgios Karris et Maria Argyropoulou, « Diversity patterns in insect communities of the Dadia–Lefkimi–Soufli Forest National Park: butterflies, grasshoppers, beetles », dans Catsadorakis, G. et Källander, H. (eds), The Dadia – Lefkimi – Soufli Forest National Park, Greece: Biodiversity, Management and Conservation, Athènes, WWF Greece / Array, 2010, 316 p. (lire en ligne), p. 115-122.
- (en) Maria Argyropoulou, Georgios Karris, Efi Papatheodorou et George Stamou, « Epiedaphic Coleoptera in the Dadia Forest Reserve (Thrace, Greece): The effect of Human Activities on Community Organization Patterns », Belgian Journal of Zoology, vol. 135, no 2,‎ 2005, p. 127-133 (ISSN 0777-6276, lire en ligne).
- (en) Andrea Grill et Daniel Francis Richard Cleary, « Diversity patterns in butterfly communities of the Greek nature reserve Dadia », Biological Conservation, vol. 114, no 3,‎ 2003, p. 427-436 (ISSN 0006-3207).

#### Mammifères
- (en) Giorgos Catsadorakis et Dimitris Georgios Bousbouras, « The mammalian fauna: an annotated list », dans Catsadorakis, G. et Källander, H. (eds), The Dadia – Lefkimi – Soufli Forest National Park, Greece: Biodiversity, Management and Conservation, Athènes, WWF Greece / Array, 2010, 316 p. (lire en ligne), p. 207-214.

#### Oiseaux
- (en) Dimitrios Bakaloudis, Christos Vlachos, Chatzinikos Evaggelos et Vasileios Bontzorlos, « Breeding habitat preferences of the turtledove (Streptopelia turtur) in the Dadia-Soufli National Park and its implications for management », European Journal of Wildlife Research, vol. 55, no 6,‎ 2009, p. 597-602 (ISSN 1612-4642, lire en ligne).
- (en) Vassiliki Kati et Cagan Sekercioglu, « Diversity, ecological structure, and conservation of the landbird community of Dadia reserve, Greece », Diversity and Distributions, vol. 12, no 5,‎ 2006, p. 620-629 (ISSN 1366-9516, lire en ligne).